# Mar de Labrador
El mar de Labrador (del francés: 'mer du Labrador'): en inglés: Labrador Sea; en danés: Labradorhavet es un cuerpo de agua del océano Atlántico Norte localizado entre la península canadiense de Labrador y la isla danesa de Groenlandia. Está flanqueado por tierras continentales en todos sus bordes y su profundidad es de unos 3 km. Sus aguas conectan al norte con las de la bahía de Baffin, a través del estrecho de Davis.

## Límites geográficos
Según la Organización Hidrográfica Internacional («International Hydrographic Organization», IHO), en su publicación Limits of oceans and seas (3.ª edición de 1953), el mar de Labrador (que tiene el número de identificación 15A) tiene los siguientes límites:
- al norte, el límite sur del estrecho de Davis —el paralelo 60ºN, entre Groenlandia y Labrador.
- al este, una línea entre cabo St. Francis (Terranova, 47°45′N 52°27′O / 47.750, -52.450) y cabo Farewell (Groenlandia).
- al oeste, la costa este de Terranova y Labrador y el límite noreste del golfo de San Lorenzo —una línea desde el cabo Bauld (punto norte de isla Kirpon, 51°40′N 55°25′O / 51.667, -55.417) al extremo este de isla Belle y al Northeast Ledge (52°02′N 55°15′O / 52.033, -55.250). De aquí, una línea uniendo éste saliente con el extremo oriental del cabo St. Charles (en Labrador, 52º13'N).

## Geología
El mar de Labrador se formó probablemente por el espaciamiento del fondo marino que empezó a ocurrir hace alrededor de 61 millones de años y paró hace cerca de 40 millones de años.
Hay una historia más reciente acerca de la forma del mar, durante la edad del hielo, la hoja de hielo norteamericana se colapsó repetidas veces mandando oleadas de icebergs hacia el mar de Labrador, en el fondo del mar de Labrador hay una capa de piedras irregulares (Glacial errático), esto es pedazos de piedra que no coinciden con tamaño y el tipo de piedra nativas al área en que se encuentran, dejadas ahí por los icebergs al derretirse.
Uno de los canales de turbidita más grandes de mundo corre de norte a sur en medio del mar de Labrador. Las avalanchas de turbidita corren este canal por centenares de kilómetros, muchos de ellas terminando en las muy profundas aguas de Nueva Inglaterra.

## Oceanografía

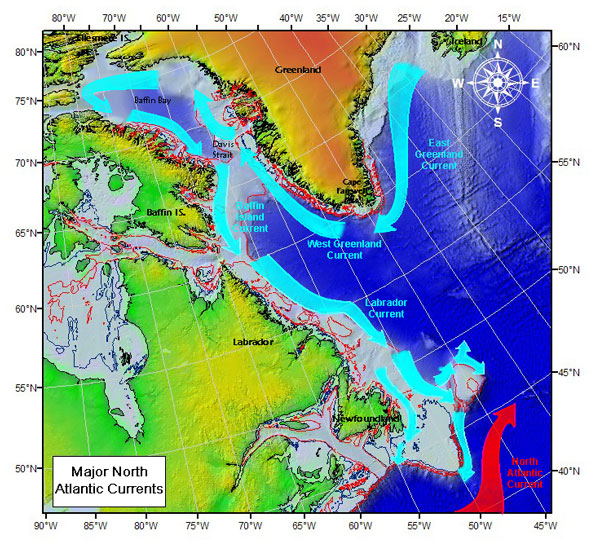
Principales corrientes del Atlántico Norte.

El Mar del Labrador tiene una profundidad de unos 3.400 m (1.859 brazas; 11.155 pies) y una anchura de 1.000 km (621 millas; 540 millas náuticas) donde se une al Océano Atlántico. Se vuelve menos profundo, hasta menos de 700 m (383 brazas; 2.297 pies) hacia la bahía de Baffin y pasa al estrecho de Davis, de 300 km (190 millas; 160 millas náuticas) de ancho. Un sistema de canales de corriente de turbidez de 100-200 m (55-109 brazas; 330-660 pies) de profundidad, que tiene unos 2-5 km (1,2-3,1 millas; 1,1-2. 7 millas náuticas) de ancho y 3.800 km (2.400 millas; 2.100 millas náuticas) de largo, discurre por el fondo del mar, cerca de su centro, desde el Estrecho de Hudson hasta el Atlántico. Se denomina Canal Medio Oceánico del Atlántico Noroeste (NAMOC) y es uno de los sistemas de drenaje más largos del mundo de edad pleistocena. Aparece como un lecho fluvial submarino con numerosos afluentes y se mantiene gracias a las corrientes de turbidez de alta densidad que fluyen dentro de los diques.
La temperatura del agua varía entre -1 °C (30 °F) en invierno y 5-6 °C (41-43 °F) en verano. La salinidad es relativamente baja, entre 31 y 34,9 partes por mil. Dos tercios del mar están cubiertos de hielo en invierno. Las mareas son semidiurnas (es decir, se producen dos veces al día) y alcanzan los 4 m (2,2 brazas; 13 pies).
En el mar hay una circulación de agua en sentido contrario a las agujas del reloj. La inicia la corriente de Groenlandia oriental y la continúa la corriente de Groenlandia occidental, que lleva las aguas más cálidas y salinas hacia el norte, a lo largo de las costas de Groenlandia hasta la bahía de Baffin. A continuación, la corriente de la isla de Baffin y la corriente del Labrador transportan aguas frías y menos salinas hacia el sur, a lo largo de la costa canadiense. Estas corrientes arrastran numerosos icebergs y, por tanto, dificultan la navegación y la exploración de los yacimientos de gas que se encuentran bajo el lecho marino. La velocidad de la corriente del Labrador suele ser de 0,3-0,5 m/s (0,98-1,64 pies/s), pero puede alcanzar 1 m/s (3. 3 pies/s) en algunas zonas, mientras que la corriente de Baffin es algo más lenta, con unos 0,2 m/s (0,66 pies/s). La corriente del Labrador mantiene la temperatura del agua a 0 °C (32 °F) y la salinidad entre 30 y 34 partes por mil.
El mar proporciona una parte importante del Agua Profunda del Atlántico Norte (NADW), una masa de agua fría que fluye a gran profundidad a lo largo del borde occidental del Atlántico Norte, extendiéndose para formar la mayor masa de agua identificable del Océano Mundial. El NADW consta de tres partes de diferente origen y salinidad, y la superior, el Agua del Mar del Labrador (LSW), se forma en el Mar del Labrador. Esta parte se encuentra a una profundidad media y tiene una salinidad relativamente baja (34,84-34,89 partes por mil), una temperatura baja (3,3-3,4 °C (37,9-38,1 °F)) y un alto contenido de oxígeno en comparación con las capas situadas por encima y por debajo. La LSW también tiene una vorticidad relativamente baja, es decir, la tendencia a formar vórtices, que cualquier otra agua del Atlántico Norte, lo que refleja su gran homogeneidad. Tiene una densidad potencial de 27,76-27,78 mg/cm3 en relación con las capas superficiales, lo que significa que es más densa y, por tanto, se hunde bajo la superficie y permanece homogénea y no se ve afectada por las fluctuaciones de la superficie.

## Temperatura y salinidad
La temperatura del agua varía entre -1 °C en invierno y 5-6 °C en verano. La salinidad es relativamente baja: 31-34,9 partes por mil. Dos terceras partes del mar están cubiertas de gel en invierno. Las mareas son semidiurnas (ocurren dos veces por día) de más de 4 m.
El mar proporciona una parte importante de las aguas profundas del Atlántico Norte (NADW), una masa de agua dulce que fluye a gran profundidad a lo largo de la costa occidental del Atlántico Norte, y que está destinada a formar la masa de agua identificable más grande del'océano mundial.   El NADW consta de tres partes de origen y salinidad diferentes, y la superior, el agua de mar del Labrador (LSW), se forma en el mar del Labrador. Esta parte se produce a una profundidad media y tiene una salinidad relativamente baja (34,84-34,89 partes por mil), una temperatura baja (3,3-3,4 °C) y un alto contenido de oxígeno en comparación con las capas superior e inferior. El LSW también tiene una vorticidad relativamente baja, es decir, la tendencia a formar vórtices, que cualquier otro sector de agua en el Atlántico Norte que deja en evidencia su elevada homogeneidad. Tiene una densidad potencial de 27,76-27,78 mg/cm³ en relación con las capas superficiales, es decir, es más densa y, por lo tanto, se enfonsa sota la superficie y romana homogeneidad y no se ve afectada por las fluctuaciones de la superficie. 

## Fauna
Las partes septentrional y occidental del mar de Labrador están cubiertas de hielo entre diciembre y junio. Este hielo a la deriva sirve de zona de cría para varios tipos de pinnípedos (entre ellos morsa atlántica y barbuda, gris, de puerto, arpa, hooded y focas anilladas). Varias especies de cetáceos se alimentan en estas abundantes aguas a principios de la primavera, entre ellas las ballenas azul, aleta, jorobada, piloto tropical, rorcual aliblanco, ballena franca del Atlántico Norte, rorcual boreal y cachalote.   El mar contiene una de las dos poblaciones principales de ballenas sei, la otra es la plataforma de Scotia. Las manadas de beluga (ballenas blancas) son más comunes más al norte, oeste y sur (especialmente en bahía de Baffin, donde su población alcanza unos 20.000 animales), y más lejos en bahía de Hudson y el golfo de San Lorenzo. Aunque es algo más rara en el Mar del Labrador -especialmente desde la década de 1950- todavía se producen algunos avistamientos. Además, las manadas de orcas son atraídas al mar por los grandes bancos de peces, así como por las numerosas especies de mamíferos marinos que pueden cazar (incluidos otros cetáceos y pinnípedos), como marsopa común y delfín de flancos blancos del Atlántico, delfín común, delfín listado y delfín de pico blanco. 
El mar es también zona de alimentación del salmón del Atlántico. La pesca del camarón comenzó en 1978, intensificándose en el año 2000, además de la pesca del bacalao. Sin embargo, en la década de 1990, la pesca de bacalao ya había agotado la población de peces cerca de los bancos de Labrador y Groenlandia occidental, por lo que se interrumpió en 1992.  Otros objetivos de la pesca son el eglefino, el arenque del Atlántico, la langosta, varias especies de peces planos y peces pelágicos, como la lanza de arena y el capelán. Son más abundantes en las partes meridionales del mar.

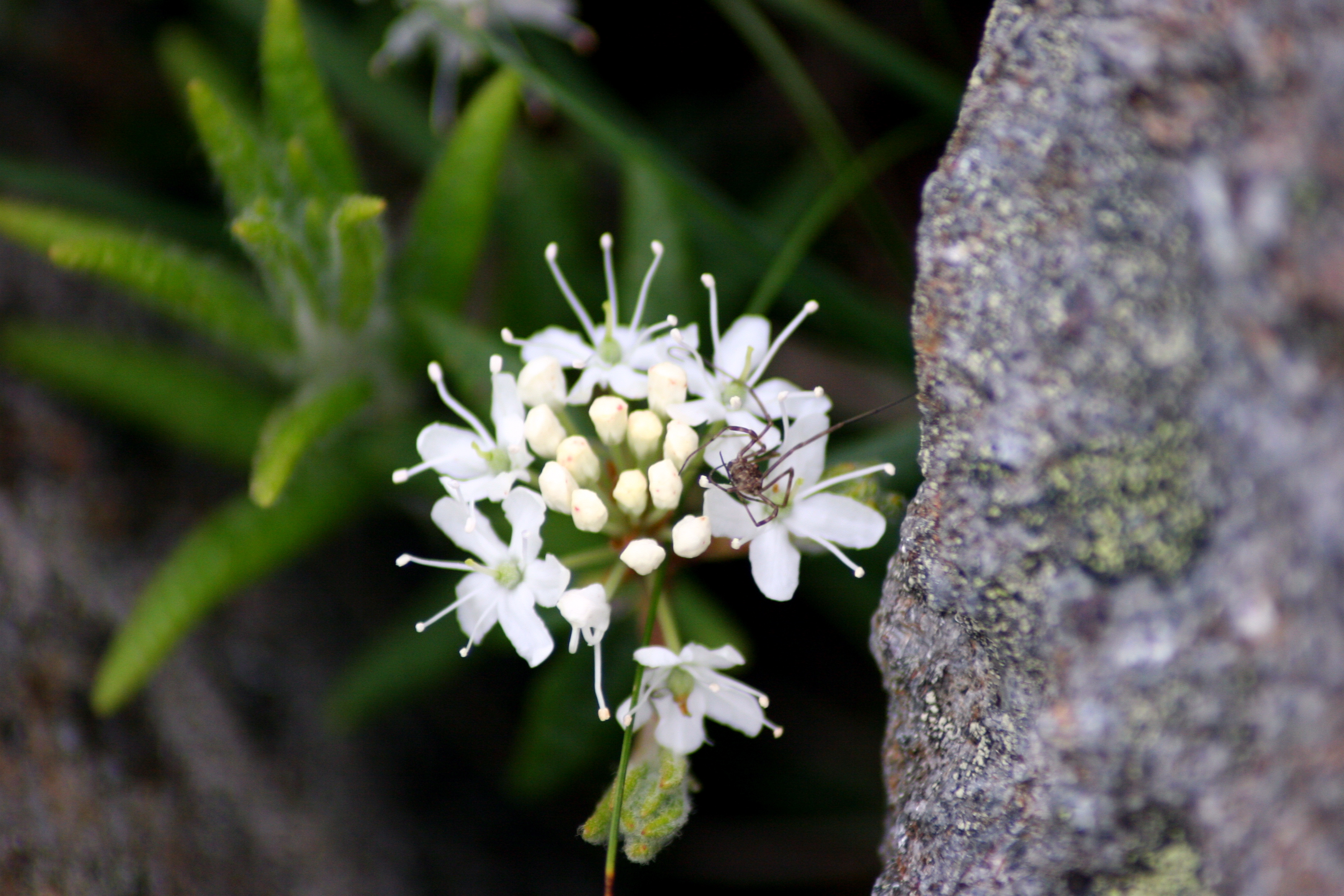
Detalle de una flor de té de Labrador.

El pato de Labrador era un ave común en la costa canadiense hasta el siglo XIX, pero ahora está extinto. Otros animales costeros son el lobo de Labrador (Canis lupus labradorius), caribú de bosque (Rangifer tarandus caribou), alce (Alces alces), oso negro (Ursus americanus), lince canadiense (Lynx canadensis), zorro rojo (Vulpes vulpes), zorro ártico (Alopex lagopus), glotón (G. gulo), visón americano (Neogale vison), nutria de río norteamericana (Lontra canadensis), liebre de nieve (Lepus americanus), urogallo (Dendragapus spp. ), águila pescadora (Pandion haliaetus), cuervo (Corvus corax), pato, ganso, cisne, perdiz y fisán.  Ocasionalmente, se producen avistamientos de osos polares costeros (Ursus maritimus) a lo largo del mar, principalmente más al norte, pero a veces tan al sur como Conception Bay y la desembocadura del golfo de San Lorenzo. 